# Маслов, Василий Алексеевич
Василий Алексеевич Маслов (2 февраля 1911 — 1981) — советский хозяйственный, государственный и политический деятель.

## Биография
Родился в 1911 году в селе Кузовка. Член ВКП(б) с 1931 года.
С 1929 года — на хозяйственной, общественной и политической работе. В 1929—1981 гг. — секретарь Больше-Полянского, Становлянского райкомов ВЛКСМ, заведующий отделом Становлянского райкома ВКП(б), председатель Становлянского районного профсовета, заведующий организационным отделом Становлянского райкома ВКП(б), председатель Становлянского райисполкома, 2-й секретарь Ведугского, затем Грибановского райкома ВКП(б), 1-й секретарь Панинского, Бутурлиновского райкома ВКП(б), секретарь Воронежского обкома ВКП(б), начальник Воронежского областного управления сельского хозяйства, председатель Воронежского областного исполнительного комитета, заместитель председателя Совета Министров РСФСР, заведующий сектором отдела сельского хозяйства Комитета народного контроля СССР.
Избирался депутатом Верховного Совета РСФСР 3-го и 4-го созывов.
Умер в 1981 году в Москве.